# 致我们暖暖的小时光
《致我们暖暖的小时光》（英語：Put Your Head On My Shoulder）是2019年中國大陸網絡劇，改编自赵乾乾所著的同名小说。由祝东宁执导，邢菲、林一、唐曉天、郑英辰、周峻纬等主演。该剧于2018年8月9日在浙江宁波开机，10月21日杀青，
并于2019年4月10日在腾讯视频首播。該劇亦是2017年網劇《致我们单纯的小美好》的官方姐妹篇。腾讯视频WeTV平台亦在台湾、泰国、印尼、越南、印度等中国大陆以外地区同步播出该剧。于2019年5月15日播出《致我們暖暖的小时光番外篇》。

## 播放時間及平台

### 首播
| 頻道              | 所在地                          | 首播日期                         | 备注 |
| ----------------- | ------------------------------- | -------------------------------- | --- |
| 腾讯视频          | 中国大陆                        | 2019年4月10日－2019年5月8日/16日 | 腾讯视频VIP会员：会员抢先看一周 非会员：每周三、四20：00更新两集 番外篇：2019年5月15日20：00更新           |
| 腾讯视频 （WeTV） | 臺灣 · 泰國 · 印度尼西亞 · 越南 | 2019年4月10日－2019年5月8日/16日 | 腾讯视频 （WeTV） VIP會員：會員搶先看一週 非會員：每周三、四20：00更新兩集 番外篇：2019年5月15日20：00更新 |
| E樂               | 新加坡                          | 2019年10月24日                   | 星期一至四，晚上22:00-23:00                                                                                |

## 劇情簡介
司徒末畢業在即，從小便習慣服從安排的她對前途迷茫懵懂，隨波逐流地嘗試各種安排，總是鼓不起勇氣為自己做出選擇。因新老校區併校，物理系的高材生顧未易闖入司徒末的生活，平淡無奇的生活掀起了啼笑皆非的浪花。幾次三番的交戰讓司徒末和顧未易這對歡喜冤家逐漸走進對方的心底，更是誤打誤撞地成為合租盟友。在相處過程中，兩人逐漸放下偏見，在對方的鼓勵和幫助下，找到人生和事業上的新方向，也收穫愛情。兩人共同經歷了畢業、求職、工作，才明白，原來最溫暖的小時光，就是走對的路、與對的人做對的事。

## 演員表

### 主要演员
末未夫婦

| 演員   | 角色   | 简介 |
| 邢菲   | 司徒末 | 南方大学会计系学生 會計公司实习生 廣告公司實習生 大四生，會計系學生卻一直拥有个广告梦 鬼馬靈精、敢爱敢恨，喜爱皮皮蝦、螺蛳粉、哆啦A梦和恐怖片。 傅沛初恋，后与顾未易意外相识、合租后不自觉暗生情愫，並與顾未易成為情侶、夫妻。 婚后育有一子，取名為顧末未 |
| 林一   | 顾未易 | 南方大学物理系学生 大四生，智商187的天才；物理实验室科研组成员之一 陽光帥氣、眼神清澈、惜字如金，喜歡喝茶、喜歡高科技家電產品、喜歡一整天泡在物理實驗室和圖書館，有著同齡男孩所沒有的耐心和毅力；最崇拜的人是愛因斯坦，喜爱关于物理的一切。 喜愛皮皮蝦，但某一次在海边抓了一个皮皮虾烤来吃时，因为司徒末也极其喜爱皮皮虾，就割舍骗司徒末自己对皮皮虾过敏，让了给她，但是最后在母亲的爆料下还是被揭穿了。對貓過敏，极其厌恶螺蛳粉的味道，后因受司徒末的影响而尝试接受，甚至能容忍司徒末在家里养猫，为其下厨煮螺蛳粉。 与司徒末意外相识、合租后不自觉暗生情愫，並與司徒末成為情侶、夫妻。 婚后育有一子，取名為顧末未 |
| 唐晓天 | 傅沛   | 南方大学学生 眾星捧月的籃球校草+富二代，司徒末的初戀，對身邊人出手大方，卻往往忽略了真心。由於小時候因為父親外遇，其母親便拋家棄子，內心有敏感脆弱的一面，對待感情像一個長不大的男孩。后來喜欢上王珊並成為王珊的未婚夫。 |
| 郑英辰 | 王珊   | 南方大学学生 司徒末大学室友，成績優異、理智大於情感的小姐姐，喜欢傅沛，后來成為傅沛的未婚妻。 身材高挑但穿衣樸素，臉蛋漂亮但素面朝天。她按部就班地勤奮努力，不允許人生出任何差錯，卻被傅沛的出現打亂了所有理智。 |
| 周峻纬 | 林直存 | 大明星 骄傲自大、却又贴心细腻。 三線小明星，因一次广告拍摄而邂逅司徒末，喜欢司徒末却默默守护着她。 |

### 其他演员
| 演員   | 角色   | 简介 |
| 周紫馨 | 谢雨吟 | 南方大学物理系研究生 物理实验室科研组成员之一，顾未易、周磊师姐，默默喜欢顾未易，後祝福顧未易和司徒末。                                         |
| 张皓伦 | 周磊   | 南方大学数学系学生 率真善良、直言直语。 物理实验室科研组成员之一，初期视顾未易为竞争对手，后与其成为好哥们。                                    |
| 节冰   | 江教授 | 南方大学物理实验室教授 顾未易、周磊、谢雨吟、陆简诗之教授，佩蘭的丈夫。                                                                         |
| 葛珊珊 | 佩兰   | 南方大学女生宿舍舍监 江教授的妻子 |
| 徐美玲 | 黄文君 | 司徒末母亲，與顧未易的母親是好友 |
| 荣蓉   | 徐萍   | 顾未易母亲，與司徒末的母親是好友 |
| 依莎   | 徐婕儿 | 富家女 长相甜美、独立、爱撒娇，高中时期曾與傅沛短暫在一起過，司徒末、傅沛高中同学。 奧麗廣告公司第四創意部員工，后与司徒末成为同事。            |
| 高煜霏 | 梦露   | 南方大学学生 娇憨可爱、直爽乐观；行走的时尚ICON，美妆达人。 司徒末、王珊、虎妞大学室友。阿克女友。                                              |
| 祝康笠 | 阿克   | 南方大学学生 顾未易、傅沛、胖子大学室友。梦露男友。                                                                                             |
| 朱拉拉 | 胖子   | 南方大学学生 顾未易、傅沛、阿克大学室友。 |
| 陈晶晶 | 虎妞   | 南方大学学生 性格直爽，不拘小节；吃货属性。 司徒末、王珊、夢露大学室友。 毕业目标就是成为公务员。                                               |
| 贺镪   | 顾修   | 顾未易父亲 |
| 陆忠   | 司徒文 | 司徒末父亲 |
| 厉梦帆 | 陆简诗 | 南方大学学生 物理实验室科研组成员之一，顾未易、周磊、谢雨吟师姐。 曾和傅沛相親過。 學霸，直言直語，對小家子氣的周磊頗有成見，卻十分看重顧未易。 |
| 吕卓燃 | Sasa   | 奧麗廣告公司總監，司徒末在廣告公司的主管 |
| 朱雅溪 | 琳达   | 雙羯影業的藝人經紀總監，也是林直存的經紀人，講話直接。 欲簽約顧未易為底下藝人。                                                                 |
| 常芮   | 李娜   | 奧麗廣告公司的執行創意總監。 |
| 邬倩   | 李青   | 司徒末在普樺會計事務所的主管。 |
| 邵颜渊 | 许老师 | 高分子物理一班班導，外號「囉嗦許」。 |
| 蔡刚   | 傅建刚 | 傅沛父亲，大企業老闆 |
| 张家源 | Mike   | 顧未易德國室友 |
| 叶天   | 艾恩   | 奧麗廣告公司的美編 |
| 陈一诺 | 赵雪钰 | 愛耍大牌的明星 |
| 苏晓言 | 康琳   | 司徒末在普樺會計事務所的同事。 |
| 任学海 | 王老师 | 南方大學教授 和江教授是同事 |
| Tina   | Anna   | 顧未易在德國時教授的女兒，喜歡顧未易 |
| 崔一少 | 司徒浩 | 司徒末弟弟 |
| 金小迪 | 张悦   | 顧未易在德國的室友 |
| 赵俊泽 | 顾末未 | 顾未易和司徒末之子 |
| 俞杰奇 | 刘医生 | 司徒末兩次去醫院時的醫生 |
| 不适用 | 圓圓   | 掃地機器人 |

## 電視原聲帶
| 歌名           | 作词   | 作曲           | 編曲   | 演唱         | 备注   |
| 暖暖的小时光   | 廖羽   | 和汇慧、王梓同 | 趙宇   | 可乐就是力量 | 片头曲 |
| 两人份美好     | 李天陽 | 鄭國鋒         | 李嘉哲 | 李俊毅       | 片尾曲 |
| 有你的情節     | 廖羽   | 和滙慧         | 孫玉鏡 | 周品         | 插曲   |
| 猜一猜         | 張鵬鵬 | 鄭國鋒         | 徐杰   | 何曼婷       | 插曲   |
| 一首情歌的時間 | 林喬   | 李全           | 周富堅 | 印子月       | 插曲   |

## 其他歌曲
| 歌名     | 作词 | 作曲編曲 | 演唱     | 备注 |
| 愛的城堡 | 於水 | 尤起勝   | 鄰家老濕 |      |

## 宣傳活動
| 活动日期      | 活動                                        | 出席演員/成員                                                                            |
| 2019年4月10日 | 《致我们暖暖的小时光》开播告白發布會/首映禮 | 邢菲、林一、唐晓天、郑英辰、 张皓伦、周紫馨、高煜霏、节冰、陈晶晶 导演：祝东宁、匪我思存 |
| 2019年5月20日 | 《致我们暖暖的小时光》泰国首场粉丝见面会    | 邢菲、林一                                                                               |

## 獎項
| 年份   | 颁奖典礼                           | 奖项             | 結果 |
| ------ | ---------------------------------- | ---------------- | ---- |
| 2019年 | 2019中国(深圳)国际电视剧节目交易会 | 年度优秀表彰剧目 | 獲獎 |

## 争议
《致我们暖暖的小时光》曾于2020年7月在網路串流媒體Netflix播放，但因为剧情中出现了中华人民共和国在南海主张的九段线，越南信息与传媒部广播电视与电子信息局下令Netflix在越南下架该剧。